# Ruy de Freitas
Ruy de Freitas (Macaé, 24 de agosto de 1916 - Río de Janeiro, 2 de agosto de 2012) fue un jugador de baloncesto brasileño. Fue medalla de bronce con Brasil en los Juegos Olímpicos de Londres 1948.